# Ruynes-en-Margeride
Ruynes-en-Margeride is een gemeente in het Franse departement Cantal (regio Auvergne-Rhône-Alpes) en telt 640 inwoners (2005). De plaats maakt deel uit van het arrondissement Saint-Flour.

## Geografie
De oppervlakte van Ruynes-en-Margeride bedraagt 30,3 km², de bevolkingsdichtheid is 21,1 inwoners per km².
De onderstaande kaart toont de ligging van Ruynes-en-Margeride met de belangrijkste infrastructuur en aangrenzende gemeenten.

## Demografie
Onderstaande figuur toont het verloop van het inwonertal (bron: INSEE-tellingen).

Vanwege een beveiligingsprobleem met de MediaWiki Graph-software is het momenteel niet mogelijk deze grafiek weer te geven. Zodra de software is bijgewerkt zal de grafiek vanzelf weer zichtbaar worden.

## Bezienswaardigheden
- Viaduc de Garabit

1. ↑  Populations de référence 2022.